# Seedbox
Un seedbox es un servidor privado dedicado utilizado para la subida y descarga de archivos digitales.
Los seedboxes generalmente hacen uso del protocolo BitTorrent para la subida y la descarga, aunque también han sido utilizados en la red eDonkey2000. Normalmente, los seedboxes se encuentran conectados a redes de banda ancha de alta velocidad, comúnmente con una salida de 100 Mbit/s o más. Los archivos son subidos al seedbox desde otros usuarios de BitTorrent, y desde allí pueden ser descargados a alta velocidad a la computadora personal del usuario, a través del protocolo HTTP, FTP, SFTP, o rsync.
Los seedboxes pueden ejecutarse en los principales sistemas operativos: Windows, Linux o macOS. Los seedboxes más caros pueden proveer una conexión VNC o RDP en algunos seedboxes basados en Windows, permitiendo a muchos clientes populares ejecutarse remotamente. Otros seedboxes sirven a un propósito más específico y ejecutan una variedad de programas específicos de torrent, incluyendo interfaces web de clientes populares como Transmission, rTorrent y μTorrent, así como interfaces web de clientes como TorrentFlux.
Típicamente, los seedboxes en redes de alta velocidad son capaces de descargar archivos grandes en minutos (sólo si el enjambre puede proveer un ancho de banda de subida tan grande). Los seedboxes tienen generalmente velocidades de bajada y subida de 100 Mbts por segundo. Esto significa que un archivo de 1 GB puede tardar 1 minuto y 30 segundos en descargarse. Ese mismo archivo de 1 GB puede subirse a otros usuarios en el mismo lapso de tiempo, creando un ratio de subida/bajada de 1:1 para ese archivo individual. La habilidad de un seedbox para transferir archivos tan rápido es un gran atractivo que los seedboxes poseen dentro de las comunidades P2P y BitTorrent.
Debido a las velocidades tan altas mencionadas, los seedboxes tienden a ser extremadamente populares dentro de los trackers privados de torrent, donde mantener una tasa de subida/descarga por encima de 1 puede ser importante.
Debido a la gran demanda de ancho de banda para estos usos, muchos servidores y proveedores de alojamiento prefieren prohibir los torrents.